# Nedre Långhalen
Nedre Långhalen är en sjö i Säffle kommun i Värmland och ingår i Göta älvs huvudavrinningsområde. Sjön har en area på 0,168 kvadratkilometer och ligger 142,3 meter över havet.

## Delavrinningsområde
Nedre Långhalen ingår i det delavrinningsområde (658479-132471) som SMHI kallar för Utloppet av Botungen. Medelhöjden är 145 meter över havet och ytan är 19,49 kvadratkilometer. Det finns inga avrinningsområden uppströms utan avrinningsområdet är högsta punkten. Vattendraget som avvattnar avrinningsområdet har biflödesordning 4, vilket innebär att vattnet flödar genom totalt 4 vattendrag innan det når havet efter 232 kilometer. Avrinningsområdet består mestadels av skog (82 procent). Avrinningsområdet har 1,2 kvadratkilometer vattenytor vilket ger det en sjöprocent på 6,2 procent.